# Скульптура майя

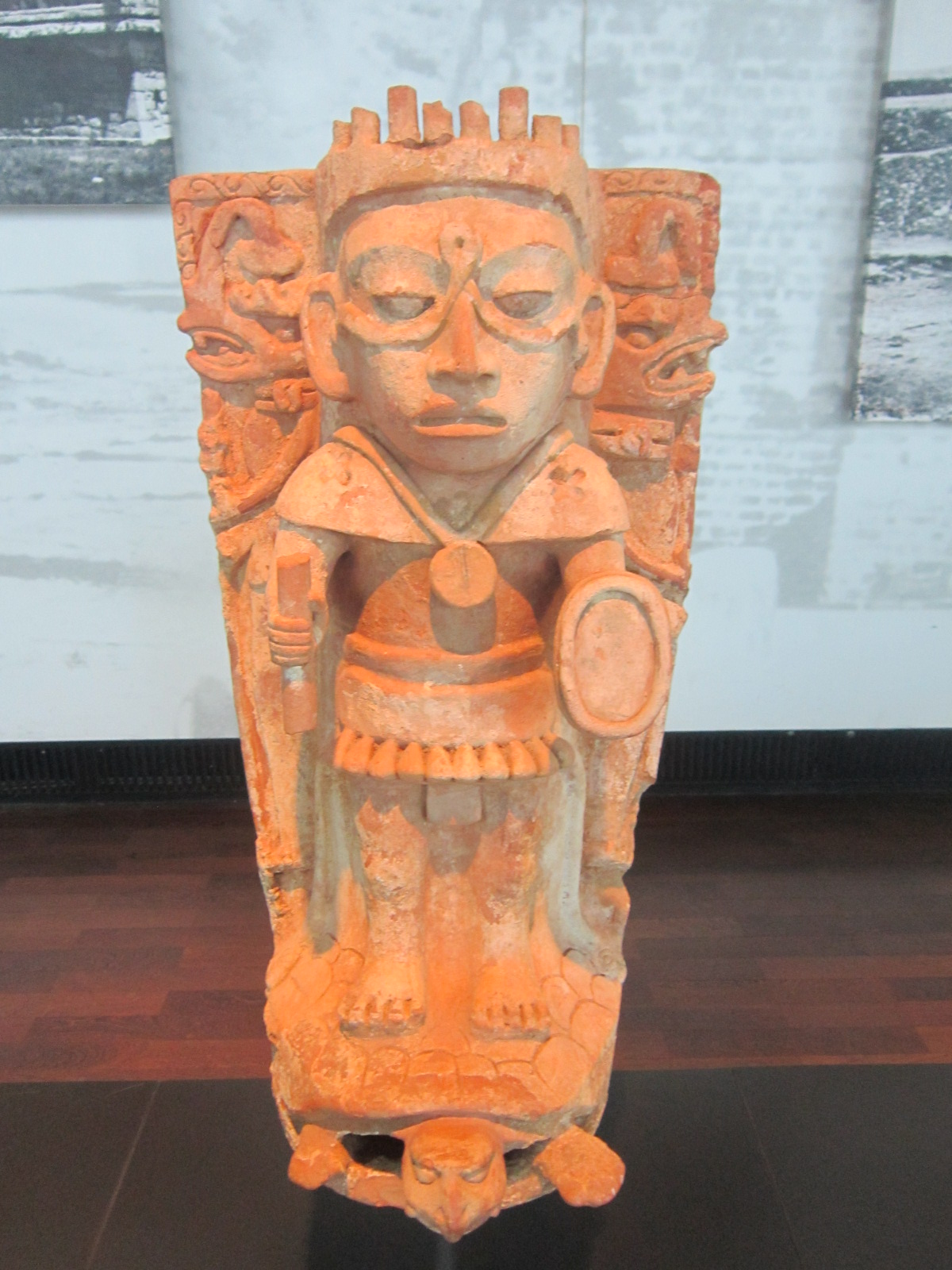
Скульптура бога Солнца верхом на черепахе. Цивилизация майя. Этнологический музей, Берлин

Скульпту́ра ма́йя — архитектурные и культурные памятники, оставленные мезоамериканской цивилизацией майя. Несмотря на агрессивную политику испанских конкистадоров и католической церкви, сохранилось большое количество монументальной архитектуры и мелкой майяской пластики.
Скульптура майя, преимущественно, представлена рельефами, единственным городом с круглой скульптурой был Копан. С точки зрения современных майянистов, «единственной целью и обоснованием для создания скульптурного, архитектурного или художественного образа был культ». Художник таким образом, наряду со священнослужителем, был посредником между земным и горным мирами. Сама философия скульптурного творчества для доколумбовых цивилизаций разительно отличается от всего, к чему привычна Европа. Если основой скульптурного творчества в Старом Свете выступал некий герой, или некое событие, воплощением которого являлась скульптура или стела, темой индейского творчества становилось воплощение мифа или ритуала, отношение человека и божества. Подобная направленность, так же как и попытка воплотить в понятном для рядового верующего форму, суть и характер божества, привела к возникновению сложного символического языка, состоящего из множества изображений и орнаментов, которые характерны для скульптурных и архитектурных форм всех культур доколумбовой Америки и, в частности, скульптуре майя. Ещё одним характерной только для творчества американских индейцев чертой является обязательная связь монументального творчества с календарём. Очередное творение создавалось именно тогда, когда это требовало положение звезд и планет, причем соответствующая дата скрупулезно отмечалась на статуе или стеле, служа затем точкой отсчета для астрологических толкований и пророчеств. Своё значение также имеет количество повторов того или иного орнаментального мотива, как правило, соответствующего количеству лет или дней в магических циклах, характерных для всех цивилизаций доколумбовой Америки.

## Исследования
Скульптура майя является одним из важнейших предметов художественного наследия Центральной Америки. Как писал Ростислав Кинжалов в 1971 году, изучена она недостаточно хорошо и выявить поэтапную историю её развития достаточно трудно. Однако в последние полвека археология накопила достаточно материала, и, согласно данным исследователя Виктора фон Хагена, можно выделить 6 конкретных периодов развития майяской скульптуры.
В вопросе сохранности сыграли роль и испанские конкистадоры и католическая церковь, активно боровшиеся с культурой майя. Европейскими завоевателями и миссионерами было уничтожено большое количество предметов культурного наследия майя, в том числе и скульптур. Работ, подробно исследующих скульптуру майя, не так много, а условия в местностях, где проводятся раскопки, — сложные. Именно поэтому новые находки часто приводят к пересмотру существующих концепций. Также они позволяют чётко проследить зарождение и развитие майяского стиля, а также его угасание. Что уникально именно в скульптурах майя — создатели указывали время сотворения на скульптурах.

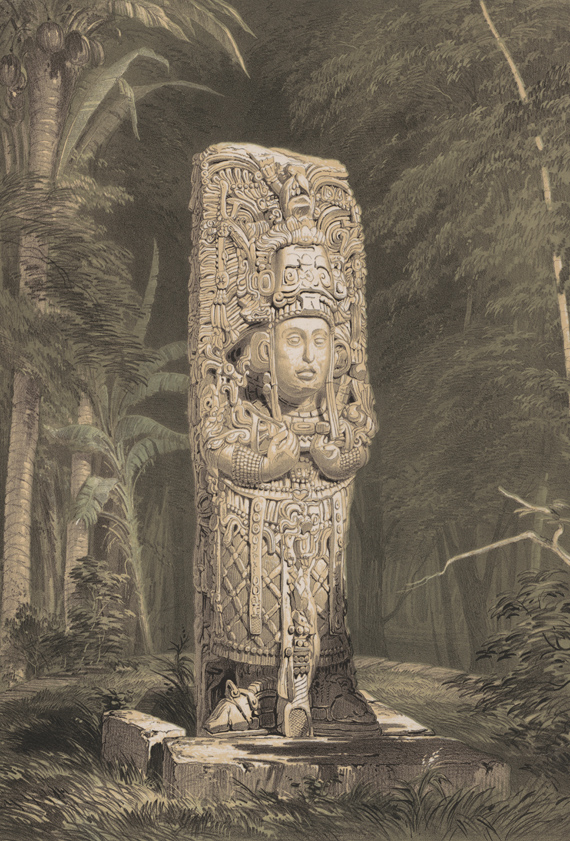
Рисунок Казервуда, изображающий стелу H

Первым из европейцев искусством доколумбовой эпохи заинтересовался знаменитый естествоиспытатель XIX века Александр фон Гумбольдт. Ещё не различая стилей, хронологии и даже народов, создавших те или иные произведения, Гумбольдт впервые привлек внимание европейского научного сообщества к индейскому искусству как таковому. На волне возникшего интереса, первые памятники скульптуры майя были открыты учеными в 1839 году, когда американский ученый Джон Ллойд Стефенс открыл скульптурные и архитектурные памятники Копана. Скульптура этих памятников вызвала удивление ученых — она совершенно не укладывалась в европейские рамки. Эти памятники были с большим трудом зарисованы спутником Стефенса — художником Фредериком Казервудом. Публикация Стефенсом книги «Путевые впечатления от поездки по Центральной Америке, Чиапасу и Юкатану» вызвала фурор в научном мире и положила начало исследованиям цивилизации майя.

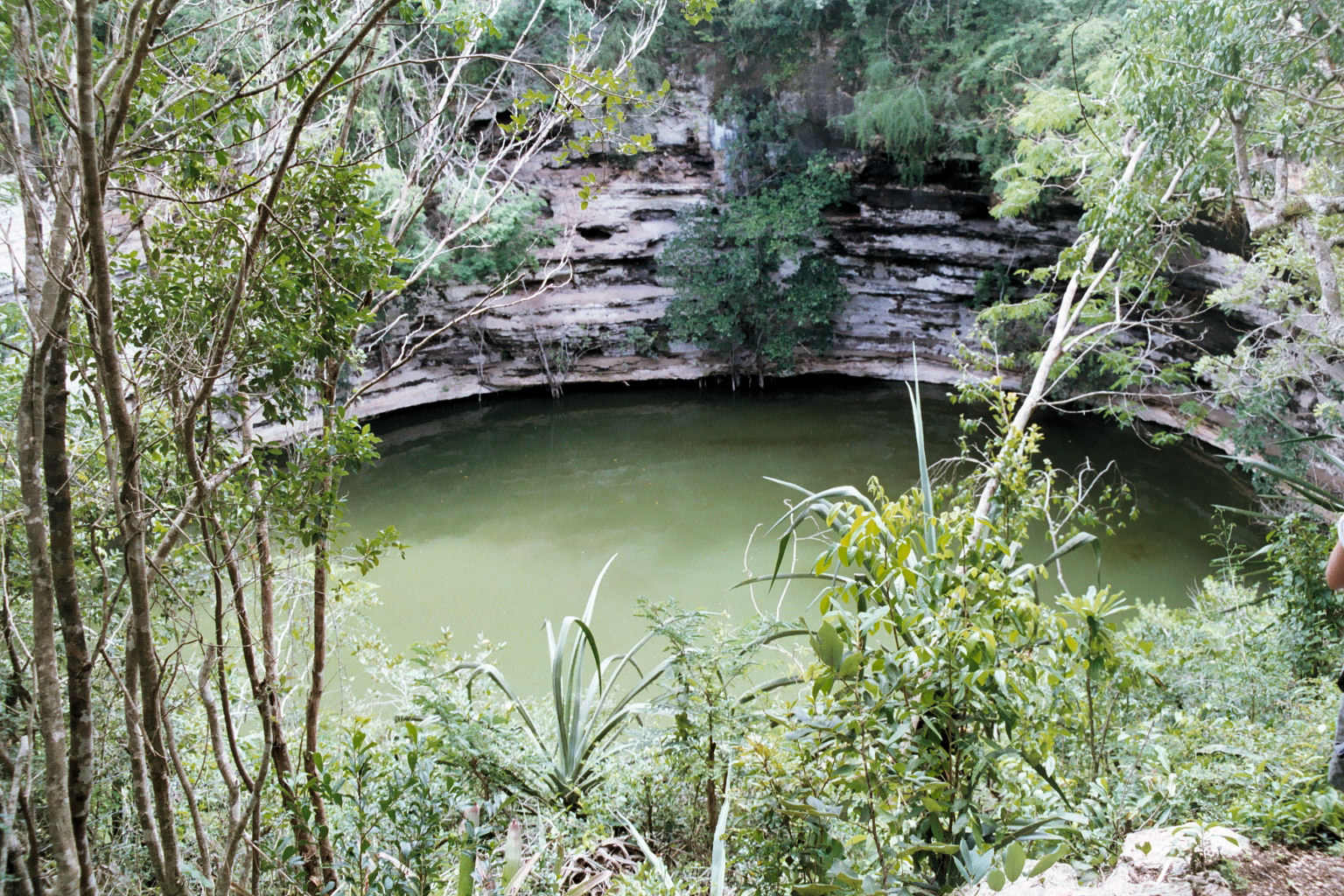
Священный сенот в Чичен-Ице, откуда Томпсон добыл сокровища майя

В 1885 году на Юкатан приехал консул США Эдвард Герберт Томпсон. Прочитав в книге юкатанского епископа Диего де Ланды, что в колодец в Чичен-Ице жрецы сбрасывали сокровища и девушек, Томпсон принялся с помощью землечерпалки искать на дне озера сокровища. Вскоре Томпсон нашел множество ваз, наконечников копий, обсидиановых ножей и нефритовых чаш, а также прочие украшения и орудия. Однако, через какое-то время землечерпалка перестала добывать сокровища, после чего Томпсон и греческий водолаз Николай, начали находить дальнейшие находки с помощью водолазных погружений в колодец. Большая часть добытых предметов имели в своем составе преимущественно медь, хотя были и полностью золотые предметы. На некоторых из найденных предметов были иероглифы майя.
Дальнейшие исследования XIX века, включавшие работы таких серьезных ученых как Хосе Мария Мелгар-и-Серрано, а также Франсиско дель Пасо, а также их коллег и последователей в первую очередь акцентировались на «странности», «экзотичности», «гротескности» находок, непохожих ни на что, известное в Старом Свете, однако, накопленная информация нашла применение в работах более позднего времени, в частности, Оливера Ла Фаржа и Франса Блюма, впервые попытавшихся составить хронологическую шкалу а также определить количество взаимовлияющих стилей скульптурного творчества. Дель Пасо ввел в научный обиход имя «ольмеки», в то время как Джорджу Байрону Гордону в 1898 году впервые удалось отделить друг от друга собственно ольмекские и собственно майяские находки — самые ранние из которых несли на себе след явного ольмекского влияния.
Первым, кто взялся за изучение собственно майяской скульптуры, был Герберт Джозеф Спинден, который подверг исследованию находки из Копана классического периода. Также данные по статистическому анализу памятников, системе их датировке и другим особенностям есть в работе Татьяны Проскуряковой. Также она занималась исследованием стел майя.

## Описание
Среди майяской скульптуры были как монументальные работы, так и мелкая пластика.
Монументальная скульптура у майя была призвана либо дополнять архитектурные сооружения (скульптуры и рельефы на фасадах и внутри помещений, притолоки, плиты, панели, косяки, колонны, лестницы), либо привносить новые элементы в архитектурные комплексы (алтари, святилища, троны).
Стелы — традиционные для майя резные монолиты, где изображались канонические для конкретного периода сюжеты. Как правило, высота стелы — 1,7 м, а масса — 50 т.
Среди мелкой пластики майя были терракотовые статуэтки, изделия из драгоценных и полудрагоценных металлов, из кости, дерева, раковин, камня и штукового гипса.
Также были различные маски, в том числе погребальные, и бюсты. В различных местностях особенности создания пластики различались.
Скульптор как правило имел на вооружении каменный, базальтовый, либо диоритовый резец. Терпение и усердие позволяло ему создавать довольно сложные сюжеты. Работа была настолько качественной, что стелы и другие формы скульптуры пережили века в сложном тропическом климате и даже сейчас можно разобрать иероглифы на них.
Хороший мастер умел правильно резать, ваять и сверлить, а камень легко ему поддавался.
Майя всегда добивались того, чтобы их скульптурные и архитектурные памятники были идеально симметричны. Для измерений майя всегда использовали шнур, бывший для зодчих единицей измерения.
Также среди инструментов майяских скульпторов были долото из базальта, обсидиана или кремния, каменный или деревянный молот и обсидиановый нож.
Для монумента специально выбиралось место и туда доставлялся известняк в форме блока.
Для полирования майя использовали каменную пыль, песок и воду.
Майя умели использовать такие скульптурные приёмы, как резьба, барельеф, горельеф, круглый и моделированный объём.
Основной тематикой скульптуры было изображение божеств, правителей или жрецов. Скульпторы подчёркивали их величие, делая из гордыми, сильными, достойными, значимыми.
Если же требовалось изобразить простой люд — крестьян, рабов и др., то скульптор указывал на их низкое положение скудной одеждой, принижающими позами, показанием угнетённости и осознания своего положения.
Часто скульптуры были украшены иероглифическими надписями (в частности, почти все найденные в Паленке надписи были на лестницах, фасадах, пирсах и панелях стен).
Как правило, тексты выбивались на алтарях либо стелах, стоящих в церемониальных дворах либо перед крупными структурами майя.
Часто надписи бывают на столбцах и перемычках дверей. Часть уцелевших надписей на памятниках майя сообщают о создании этих памятников.
В частности, на стелах майя часто бывают короткие надписи, в которых написано о возведении этих стел.
Кроме того, большинство надписей на стелах являются календарными, обозначая периоды правления правителей.
Однако большая часть текстов сообщают о деяниях царей майя и их помощников.
При этом, крайне часто целью тех или иных записей является осветить один конкретный эпизод истории, а не подробно рассказать о всех деяниях царей.
Характеризуя майяское искусство, Роджер Фрай отмечает невероятно сильную эмоциональность, её равновесие с системностью.

## Монументальная скульптура
Частью монументальной скульптуры были стелы. Стелы, как правило, были размером 2 метра (наиболее крупные достигали 10 метров) и были покрыты росписью и резьбой. Часто перед стелами были алтари, являвшиеся круглыми или прямоугольными камнями. Как и алтари, они воздвигались у подножия пирамид.

### Ранний период

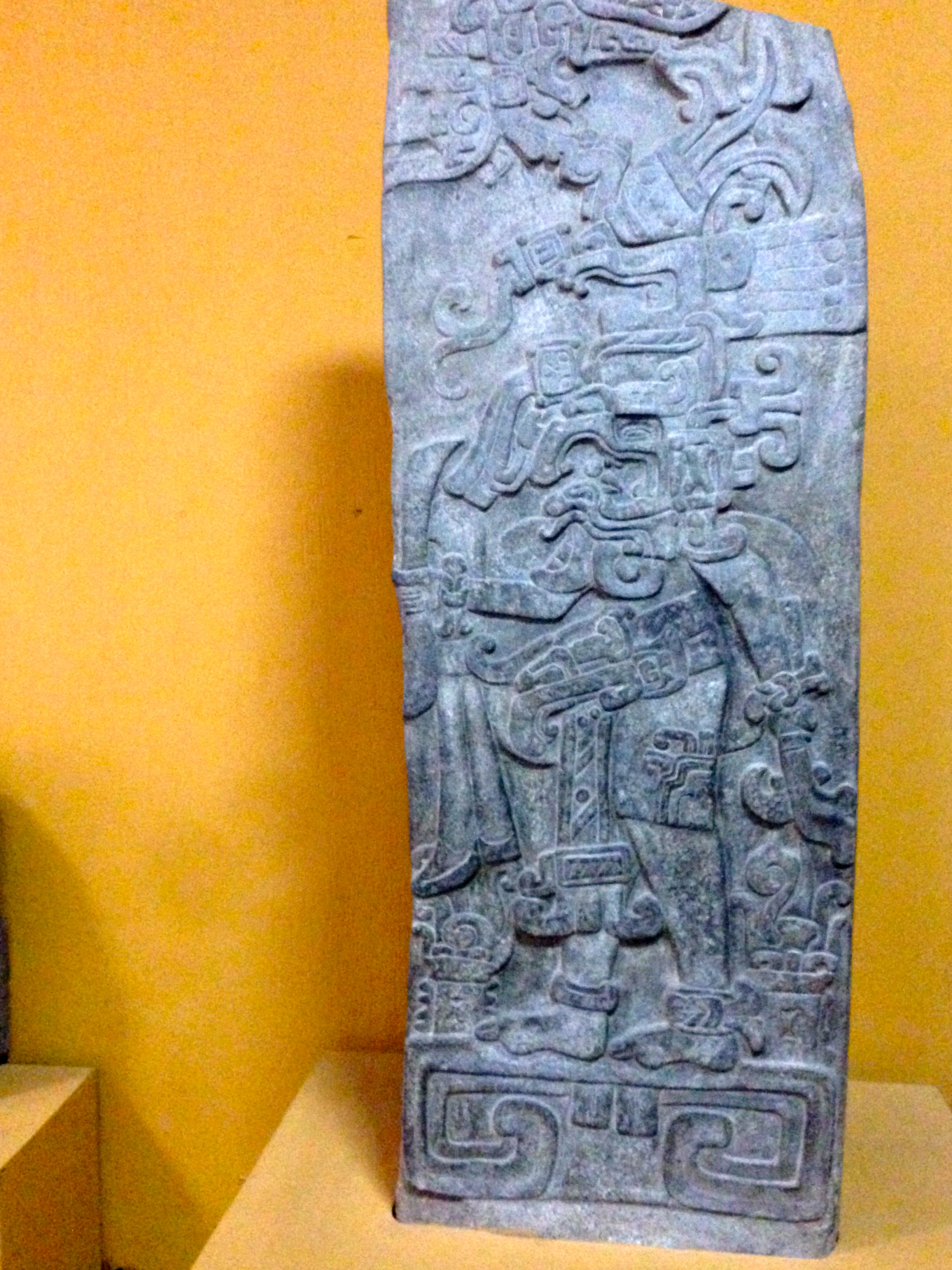
Стела 11 из Каминальхуйу

Наиболее ранние памятники монументальной скульптуры майя обнаружены в горной области их обитания (городища Каминальхуйу и Чокола), а также в прилегающей к Тихому океану части Гватемалы (поселение Исапа и некоторые другие). Однако исследователь Вогт заявил, что памятники из Каминальхуйу принадлежат языковым семьям шинка-ленка или михе-соке. Это связано с тем, что скульптура из этих поселений несёт в себе общие для Мезоамерики черты. Однако можно определённо сказать, что традиции ольмеков сыграли немаловажную роль в формировании у майя собственного стиля.
Исследователи отмечали, что определенная часть археологических находок, характерных для этого периода, составляют необработанные камни или обломки скал, обладающие причудливыми очертаниями, привлекавшими к себе внимание индейцев. В одном из таких «природных» монументов можно разглядеть грузную сидящую человеческую фигурой, другие смутно напоминают собой иные антропо- и зооморфные формы. По всей вероятности, они служили ритуальным целям; верование в то, что необычные природные образования служат убежищем духов и потому способны выступать в качестве идола или фетиша, характерны для многих народов, находящихся на уровне, соответствующем первобытнообщинному строю, подобные случаи для Африки были описаны уже в XIX веке. Появление подобных протоскульптур совпадает со временем, когда предки майя от кочевой охоты и собирательства постепенно переходили к созданию постоянных поселений, и культуре обработке земли.
Постепенное расслоение в среде свободных общинников, и появление военной и жреческой элиты знаменует собой характерное изменение в самой идеологии доклассической скульптуры; отныне она распадается на два характерных вида, первый из которых можно охарактеризовать как «храмовую», или «дворцовую» скульптуру, включающую в себя изображения правящей элиты и воинских божеств, второй — как предметы более скромного вида, предназначенные для чисто домашних ритуалов, совершавшихся в первую очередь в жилищах людей скромного достатка. Элита монополизирует за собой право на использование «монументальных» материалов, в первую очередь камня, оставляя для домашнего использования дерево и глину; кроме того, сколь о том можно судить по находкам последнего времени, особенную роль для майя играл сам размер скульптуры. Чем выше была иерархическая ступень, на которой находился тот или иной правитель или жрец, тем огромней и монументальней полагались его изображения.
На остальную же долю приходятся различные стелы и алтари. Почти на всех них высечены различные иероглифы. По большей части они до сих пор не расшифрованы, но учёные сумели понять, что часть из них — это запись дат создания, что позволяет установить связь с некими историческими событиями. На многих стелах изображены люди высокого положения, скорее всего правители городов майя, а сами стелы были связаны с важными событиями в их жизни. На других же стелах майя изображали своих божеств.
Также исследователи обнаружили большое количество пустых стел. Скорее всего, там были различные лепные покрытия в виде символов, фигур и других изображений. Также там могла быть роспись, но ранние памятники, в отличие от классических, её не сохранили. Как правило, изображения размещались на лицевой стороне стелы, а на боковых сторонах и с тыла были расположены орнаменты и иероглифические надписи.
Что же касается алтарей, сверху и по бокам круглой плиты были расположены рельефы. Также они были на всех гранях прямоугольного блока. Подставки для алтарей тоже могли покрываться рельефами или изображениями фигур. К примеру, подставка алтаря в Сейбале имеет подставку в виде согнутых мужчин, которые будто бы держат плиту.
Среди древнейших памятников монументальной скульптуры майя больше всего изучены находки из горной части современной Гватемалы (так как в низменностях, вроде Тикаля, обнаружено мало находок):

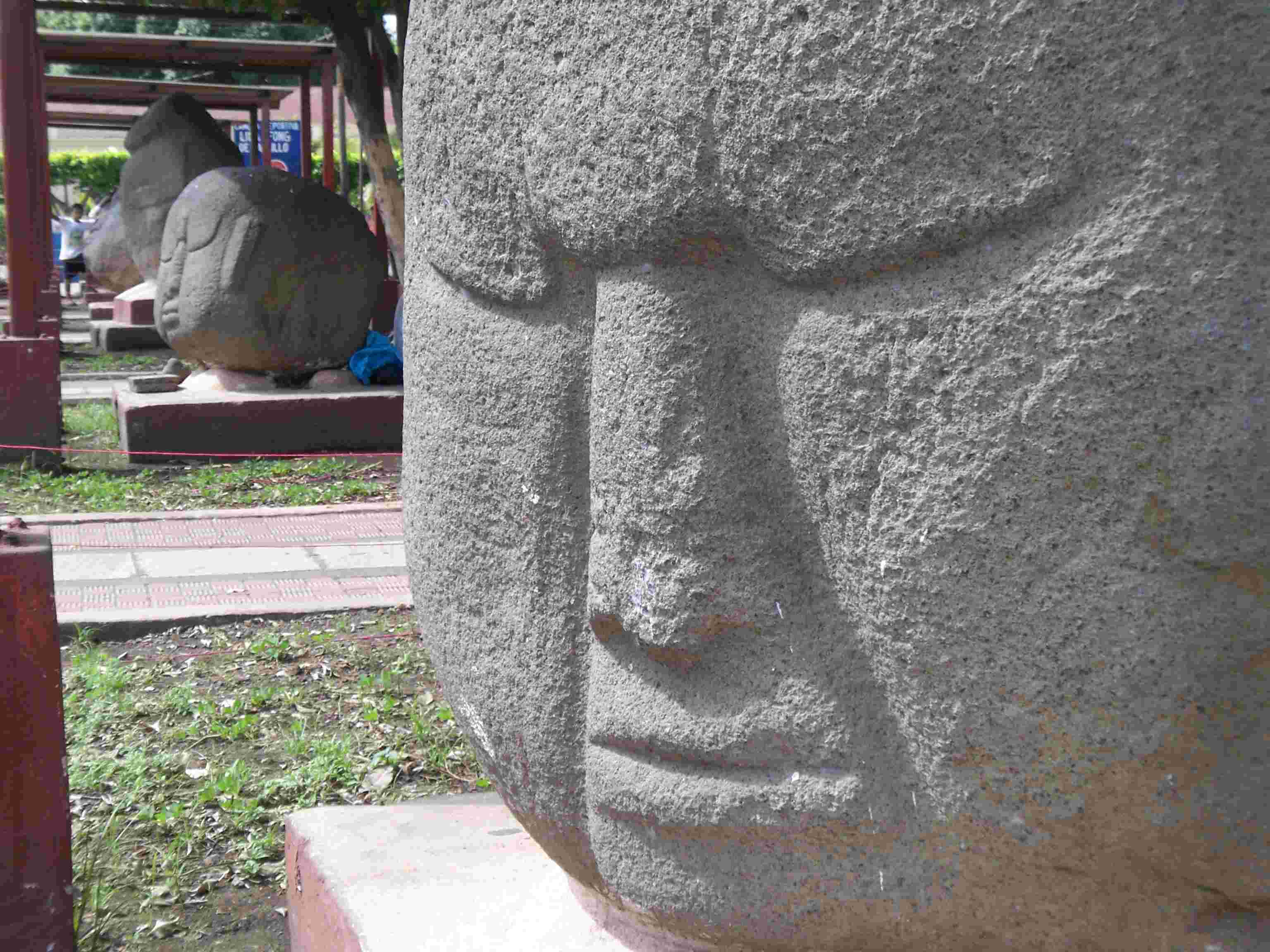
Гигантские каменные головы с Монте-Альто

- Круглая скульптура (в Копане[1]), влияние ольмеков (памятники Монте-Альто, монумент 2, Пацуна и др.)
- Пьедестальная скульптура[24]
- Стелы, для которых характерны анатомически точные изображения человеческого тела, а также тщательное воссоздание одежды героев и обстановки.

Стела 11 из Каминальхуйу изображает мужчину в плаще из шкуры и головном уборе из двух драконьих масок. На нём есть ещё две таких маски — на шее и груди, и на массивном поясе. Стоит он на платформе, держа в левой руке церемониальный нож. Похожий обтёсанный кремень обнаружен в могиле 1 этапа Мирафлорес в кургане E-III-3 Каминальхуйу. В небесах летает огромный дракон, а у ног героя — две курильницы, источающие дым.
Величественная стела 10 из того же городища создана из чёрного базальта, но, увы, была разбита в древности, а рельеф — повреждён. Они были захоронены в земле вместе со стелой 11. Правая часть стелы изображает огромного бородатого ягуара в пышном шлеме с большими зубами и клыками. Слева от него показано другое божество — также бородатое, с веками-трезубцами и жезлом в левой руке. Ниже от фигур стоит мужчина, облачённый в тяжёлый пояс и маску за спиной и воздымающий руки к небесам. Рядом расположена надпись из иероглифов, которая до сих пор не расшифрована — доклассическая письменность майя.
Обе стелы относятся к периоду Мирафлорес (V в. до н. э.).
В похожем стиле создан рельеф в Чоколе, на котором человек в маске держит две человеческие головы — одну в правой руке, другую прижимает к телу тыльной стороной той же руки.
На фрагменте ранней майяской стелы из Эль-Трапиче (сейчас — Чальчуапа, Сальвадор), хоть и крайне повреждённом, можно заметить жреца или правителя в сидячем положении, облачённого в пышный головной убор из перьев. Правой рукой он опирается о землю, а в вытянутой левой держит крупную голову ягуара, которая также украшена перьями. В верхней части стелы находится надпись из 10 столбцов иероглифов. В том же кургане, что и стела, была обнаружена каменная голова ягуара.
Два последних памятника относятся к периоду Кайнак (200 год до н. э.— 200 год н. э.). Для скульптуры раннего доклассического периода характерно ольмекское влияние, выражающееся, в частности, в характерной округлой форме, неглубоком барельефе, и привычных для ольмекского искусства формах лиц и бровей, изображенных персонажей. Предположительно, в это время ольмекское влияние, распространяясь от тихоокеанского побережья, где собственно и рождалась ранняя цивилизация мезоамерики, формировала некий «общий» стиль, дополнявшийся в каждом отдельном поселении местными чертами.

### Классический период

#### Ранний
Для стел классического периода характерны канонизированные изображения мужчин-правителей. Чаще всего они одиночны, многофигурные композиции для стел, в отличие от настенных рельефов и изображений, для стел не характерны, хотя встречаются исключения. Также редки и изображения женщин. Майяскую скульптуру распознать просто — головы повёрнуты в профиль или, реже, в три четверти, а остальное тело — передано стандартно, в фасе. Сам вид фигур довольно похож — прямые волосы, косо поставленные узкие глаза, длинный крупный нос, плавно переходящий в широкий резко скошенный лоб. Рот небольшой, губы чуть полноваты и углами слегка опущены к низу. Линия подбородка нечёткая, сам он непропорционально мал и также слегка скошен. Как можно понять, у майя этот стиль обусловлен многовековыми традициями, а понятия о красоте в те времена были таковыми. Вообще, майя искусственно удлиняли головы у новорождённых, как было у них в обычае.
Для наиболее ранних памятников классического периода характерны упрощённость и утяжелённые пропорции. Например стела 29 из Тикаля, стелы 5,9 и 10 из Уашактуна и стела 1 из Волантуна. Все они относятся к концу III — началу IV века н. э. Согласно традициям выполнены положение головы и тела, ступни ног поставлены одна за другой, как при ходьбе. Подобные традиции изображения характерны для древнего Египта.
Также для майя в раннеклассический период характерны сложные украшения, свисающие с задней части пояса и различные крупные подвески, что свидетельствует о влиянии ольмеков на культуру майя.
Для следующего этапа характерны фигуры, расположенные в фас. В Тикале и Уашактуне они появляются в середине IV века. Затем произошёл переход к практически круглой скульптуре. Было несколько методов достижения этого. Первый — выдвижение фигуры из плоскости. Например, в юго-восточных областях майя, а это Копан и часть Киригуа, а также в Тонине обнаружены стелы, где фигура выдаётся практически на три четверти. Согласно другому методу, ниша вырубалась вокруг самой фигуры. Это характерно для городов на реке Усумасинте, например, для Пьедрас-Неграса. В более поздний период это можно заметить в Киригуа — тыльная сторона стелы 1. Возможно, это свидетельствует о влиянии Пьедрас-Неграса на жителей долины Мотагуа. И, наконец, финальный этап достижения круглой скульптуры — стенная панель из сооружения О-13 в Пьедрас-Неграсе, а также вполне неплохой фрагмент рельефа, найденный в том же городе. Однако, несмотря на старания скульпторов, подлинной круглой скульптуры они всё же не достигли.
В дальнейшем развитие скульптуры было прервано внутреннеполитическими событиями у майя. Десятки лет новые памятники не воздвигаются, а во многих городах, как в Тикале, были разбиты или обрушены многие памятники. Только в конце VI века возобновляется строительство стел.
В следующий период, а именно 593—751 годах, монументальная скульптура продолжает развитие. Каждый город формирует свои скульптурные традиции, создаются свои художественные школы. После 613 года формируются центры монументального искусства со своими оригинальными стилями. Сохраняется традиционное положение фигур, но появляются и положения тел в профиль. Ступни ног теперь повёрнуты в разные стороны, голова обычно показывается в профиль. Среди представителей этого жанра — тикальские стелы 10, 12, 14, 23 и 25, также на них появляются изображения женщин.
Пропорции фигур становятся правильнее, а позы — естественнее. Хотя статика преобладает, майя стремятся передать движение фигур. Усложняется и композиция, появляются второстепенные персонажи, прорабатываются элементы декора. Примером нового течения является рельеф на притолоке 24 из здания 23 в Йашчилане. В центре на ней, по мнению Кинжалова, божество, а вот Проскурякова анализирует иероглифы, и замечает, что это — правитель. Жрица приносит ему жертву. Скульптор поработал и над композицией. Хоть фигуры и параллельны, жезл бога/правителя пересекает изображение по диагонали. Перья на вершине жезла заполняют пустоту над головой женщины и уравновешивает расположенные слева иероглифы.
Развивается и тот рельеф, что стремится к круглой скульптуре — фигура уже не скована, а правитель выглядит гордым и величавым. Символ власти — жезл в форме змеиной полосы — расположен горизонтально и прижат к груди правителя. Пример — стела Р из Копана (623).
Вершины монументальное искусство майя достигает в следующем периоде — вт. пол. VIII века. В это время происходят изменения и в самом обществе майя. На лице персонажа стелы D в Копане изображена маска, напоминающая мексиканского Шипе-Тотека). Сама стела датируется 736 г. и на ней прослеживается влияние Мексиканского плоскогорья на южные области майя. В руках правитель держит теперь уже изогнутый скипетр с небольшим человечком на вершине, что говорит о изменениях в религиозно-политической ситуации. У персонажа на жезлах одна нога имеет вид змеи — намёк на хромого Тескатлипокой у науа.

#### Скульптурные школы

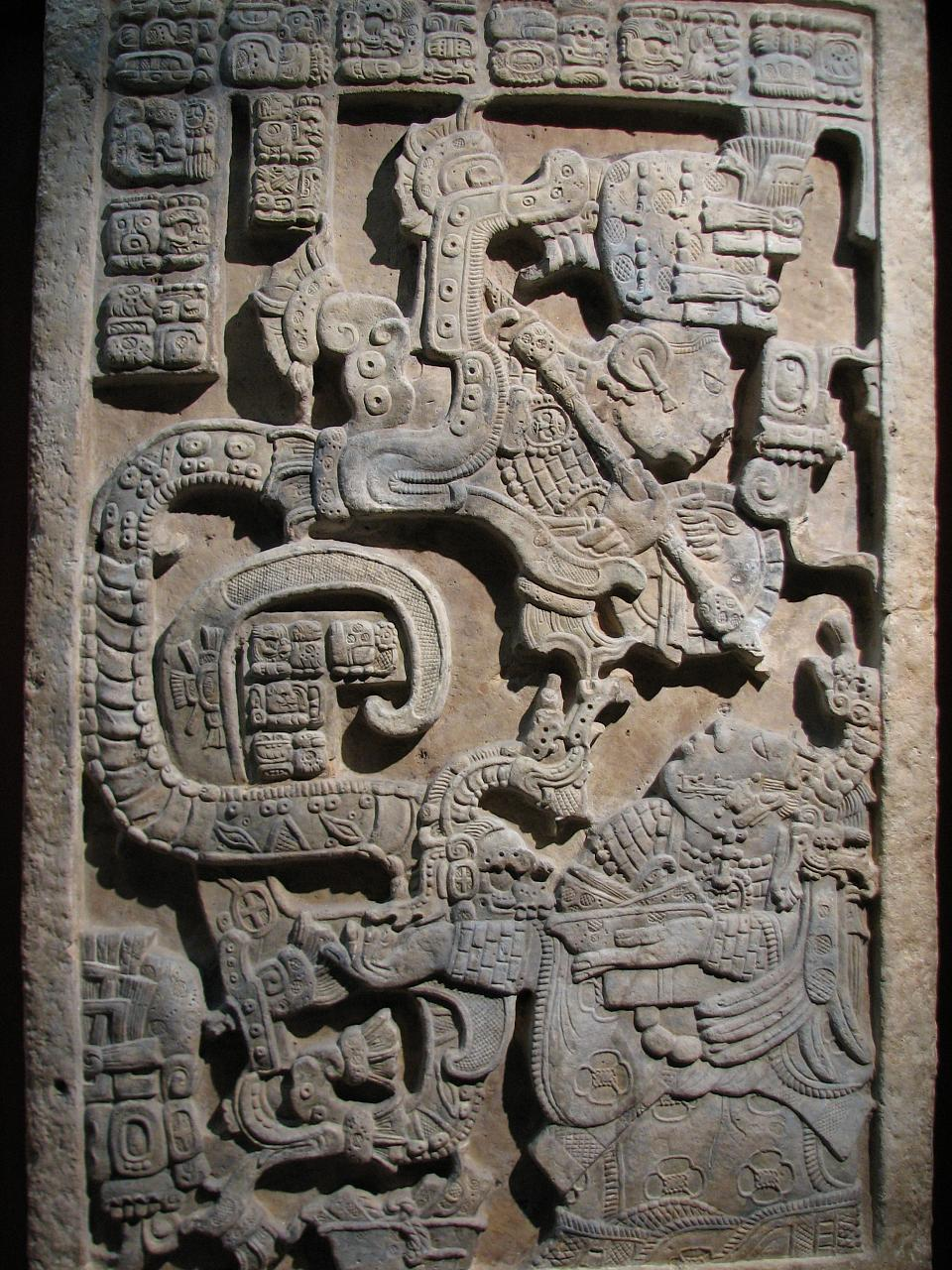
Жена правителя Яшун Балама — Kaбаль Шоок («Госпожа Акулий Плавник») приносит жертвоприношение божеству планеты Венера. Стела 25, Йашчилан, около 681 г. н. э.

Появляется сочетание рельефа и горельефа, что позволяет усложнить сюжет и внедрить многофигурные композиции. Уже более точно передаётся движение персонажей. Достигают пика развития скульптурные школы в Паленке, Пьедрас-Неграсе, Йашчилане, Тонине, Копане, Киригуа и т. д. Эти школы активно сотрудничают и обмениваются идеями между собой и благодаря этому многие элементы стел разных городов имеют сходства. Также были группы скульпторов, ходящие от одного города к другому.
В этот период одной из крупнейших была Паленкская скульптурная школа, которая активно внедряла новшества в скульптуре. Их идеи перенимали все прочие скульпторы майя. Именно из Паленке пошла традиция заменить «змеиную полосу» на «жезл с карликом». Это влияние чувствуется не только в ваянии городов нижней Усумасинты — Шупы, Эль-Ретиро, Тортугеро и др., но и в Комалькалько, Балам-Кане, Эль-Чикосапоте, Бонампак’е, Лаканхе и даже в Нокучиче (юг Юкатана) и Чич’ен-Ице (притолоки в Акацибе).
В самом Паленке известна только одна стела.
«Естественность, простота, благородство и чистота линий, уравновешенность и гармоничность композиций — вот характерные черты творчества скульпторов Паленке. Персонажи на рельефах следуют майяскому идеалу красоты: у них узкие, с выдающимися скулами лица, крупный, загнутый книзу нос, вытянутый назад и уплощенный лоб, акцентированный черепной деформацией, удлиненные глаза, маленький рот, отступающий закругленный подбородок. Мускулатура не показывается; по фигуре невозможно судить, кто изображен: мужчина или женщина. Большое внимание уделяется деталям, в частности костюмов: сандалии, щитки на ногах, пышные головные уборы из перьев, украшенные драгоценными камнями и раковинами одежды, ожерелья; ручные и ножные браслеты изображаются ваятелем с величайшей тщательностью, доходящей порой до педантизма. Обычно композицию окружает рамка или из иероглифов, или из искусно сгруппированных символических элементов. Последние составляют отдельный ансамбль и поэтому не мешают восприятию реалистически передаваемых центральных фигур рельефа»
Ростислав Кинжалов
Мексиканский археолог Альберто Рус при исследовании Храма надписей обнаружил скульптурные памятники. К склепу он пробирался четыре дня, после чего он наконец прорубил отверстие в стене и пустил туда свет от мощного прожектора. Вот как он описал увиденное:
«Из густого мрака неожиданно возникла сказочная картина фантастического, неземного мира. Казалось, что это большой волшебный грот, высеченный во льду. Стены его сверкали и переливались словно снежные кристаллы в лучах солнца. Как бахрома огромного занавеса, висели изящные фестоны сталактитов. А сталагмиты на полу выглядели словно капли воска на гигантской оплывшей свече. Гробница напоминала заброшенный храм. По её стенам шествовали скульптурные фигуры из алебастра. Потом мой взор упал на пол. Его почти полностью закрывала огромная, прекрасно сохранившаяся каменная плита с рельефными изображениями. Глядя на все это с благоговейным изумлением, я пытался описать красоту волшебного зрелища моим коллегам, Но они не верили до тех пор, пока, оттолкнув меня в сторону, не увидели эту великолепную картину своими собственными глазами. Мы были первыми, кто увидел гробницу тысячу лет спустя!»
Альберто Рус
Семь рельефов на стенах склепа изображают семерых богов подземного мира. Все фигуры изображены в натуральную величину. Одеты они в пышные одежды, гордо и величественно они шествуют по своим владениям с жезлами в руках. В центре гробницы расположен саркофаг с останками усопшего. Крышкой ему служит массивная плита 3.8 X 2.2 м, на её сторонах вырезаны 54 иероглифа, 13 из которых — даты VII в. н. э. Возможно, речь идёт и о 633 г. н. э. На лицевой стороне расположен рельеф — человек в украшениях в полулежачей позе на маске Бога Земли и Смерти. Откинувшись назад, он смотрит на древо жизни в виде креста, на вершине которого сидит мифическая птица кетцаль с маской Бога Дождя, а в ветвях лежит двухголовая змея, из двух её ртов смотрят другие мифические существа. Концы креста стилизованы под головы змей. Свободные же части композиции заполнены символами благополучия, смерти, времени и другими. Плиту обрамляет полоса, на восточной и западной её сторонах высечено 9 иероглифов космических объектов — Солнца, Луны, Венеры, Сатурна, Юпитера, Меркурия. На северной и южной же сторонах расположены 3 человеческие головы и ещё шесть знаков — на этот раз Солнце, Полярная звезда и некоторые другие.
У изображения есть несколько толкований. Альберто Рус полагает, что оно символизирует победу жизни над смертью, то есть человек умирает, но позже возрождается. С. А. Саэнс полагает, что изображён человек между жизнью и смертью. Наконец, Кинжалов видит в изображении отдых покойного в загробном мире.
Скульпторы из Пьедрас-Неграса были во многом схожи с мастерами из Паленке. Для них были характерны мягкие очертания, тонкое сочетание высоких и низких рельефов, гармония и равновесие в композициях, монументальность замыслов и их исполнения. Движения героев мягкие и пластичные, лица живые и имеют естественные черты. Среди прочих школ школа Пьедрас-Неграса добилась наибольших успехов в реалистичности, их творения напоминают античные. Как примеры их скульптур можно привести большой барельеф 3 из здания 0-13, стелу 12, стелу 40. Но в Пьедрас-Неграсе также были обнаружены памятники и другого стиля, что говорит о существовании нескольких художественных направлений. До 687 г. скульпторы имели на вооружении только красный цвет, хотя делались вставки из материалов иного оттенка. Начиная же с 687 года мастера Пьедрас-Неграса применяют полихромную окраску стел.
Не слишком долго просуществовала скульптурная школа Йашчилана. Её стиль энергичный, но грубоватый, герои скульптур массивные и приземистые, головы их непропорционально велики. Город тогда расцветал, и его ведущие скульпторы работали над вопросами композиции. Их особенно привлекало противопоставление центральных фигур, композиция как правило была сложной. Среди подобных примеров стоит отметить рельефы 24—26 на притолоках из здания 23, стелу 11 и некоторые другие памятники. В то время как в Пьедрас-Неграсе количество военных сцен убывает, в Йашчилане оно наоборот возрастает. Когда история города подходила к концу, резко увеличилось количество орнаментальных деталей, а сила и жизненность угасли. К 810 году город погиб.
Монументальная архитектура юго-восточных городов майя, а именно Копана и Киригуа, заметно отличается. Как уже было сказано, мастера этих городов стремились создать подлинную круглую скульптуру. Но только лучшие скульпторы Копана сумели подойти к этому ближе всего. Первые стелы города были довольно плоскими и были значимы скорее графикой, чем скульптурой, как например, упомянутая выше стела Р. Толчок в развитии дало воздвижение в 672 г. стелы 6. Появились новые элементы стиля, скажем, в одежде. Пришли они из района Усумасинты. Рельефы постепенно превращались в горельефы, сложные формы могли свободно размещаться в пространстве, художественное мастерство возрастало. Новая техника постепенно распространялась отсюда севернее — в центральные районы расселения майя.
Стелы Копана были невысокими и грузными, на лицевой стороне располагался высокий рельеф с правителем. Как пример можно взять стелу H, которая изображает женщину и была создана в 731 г. вместе со стелой A. Это традиционные для Копана две стелы с мужчиной и женщиной, воздвигнутые в 751 году. Несколько фигур на одной стеле здешние скульпторы не создавали. Такая же традиция была и в некоторых городах Петена: парные стелы 22 и 24, 29 и 30, 28 и 31 в Наранхо и стелы 28 и 29 в Калакмуле. После 761 года стелы в Копане воздвигаться перестали. Правда есть стела С 783 г., но исследователи сомневаются в этой дате. Т. А. Проскурякова предлагает дату 751 г.

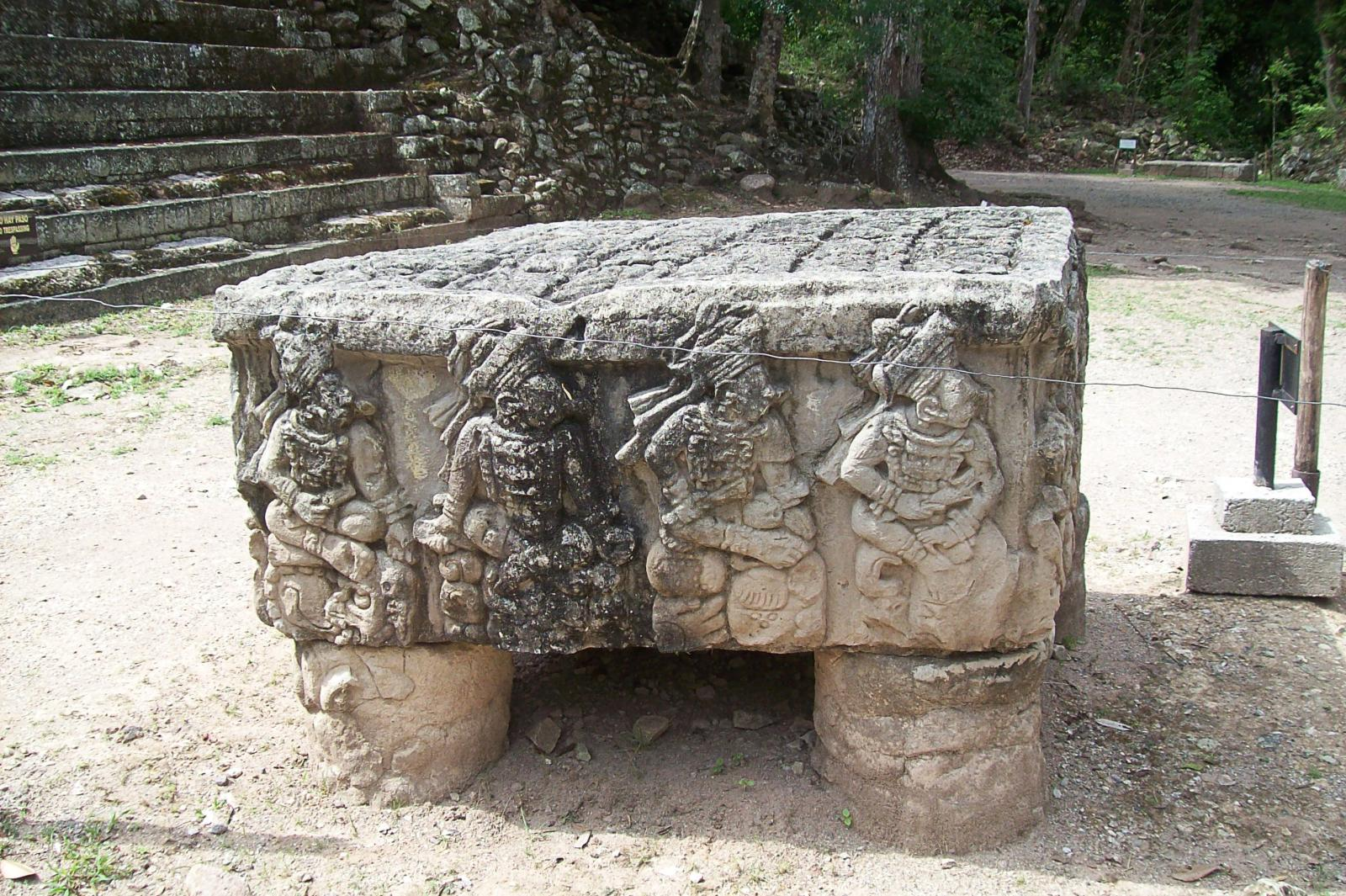
Алтарь Q в Копане

Одним из памятников Копана является алтарь Q. Согласно мнению Кинжалова, Кнорозова, Эрика Томпсона и некоторых других ученых, он изображает жрецов-астрономов, которые держат совет, цель которого — определение чёткой для всей цивилизации майя продолжительности тропического года. По форме он представляет собой каменный параллелепипед. Верхняя его плоскость покрыта иероглифическим текстом, по бокам, согласно толкованию Кинжалова, 16 мужчин восседают на крупных иероглифах, которые изображают города или районы, откуда они прибыли. Лица и положения рук у них различаются, но одежды примерно одинаковы, равно как и тюрбаны. У некоторых на груди есть одинаковые украшения. Согласно более современным исследованиям, проведённым Робертом Шерером, надпись на алтаре повествует об инаугурации первого правителя Копана Кинича-Яш-Кук-Мо, а также о том, как он через восемь месяцев приехал в Копан. А по бокам алтаря, согласно все тому-же толкованию, изображены 16 правителей Копана — от Кинича-Яш-Кук-Мо, до Яш-Пасах-Чан-Йопата, в правление которого был поставлен алтарь. Эту точку зрения поддерживают российские майянисты Дмитрий Беляев и Токовинин. Создан алтарь в 775 г. Спустя двадцать лет создан другой алтарь по поводу годовщины конгресса — 20 человек, многие в масках, смотрят на юбилейную дату.
В Киригуа стелы стали воздвигать примерно через 15 лет после завершения их воздвижения в Копане. Так как композиции памятников крайне схожи, вполне вероятно, что Кригуа основали выходцы из Копана. Его стены более высокие и стройные, чем в иных майяских городах, их рельеф площе, чем в Копане или Тонине. В скульптурах Киригуа появляются танцующие фигуры, а позже они становятся общими для всего Петенского бассейна, отметим, скажем, стелу 1 из Ла-Амелиа. Это говорит о серьёзных изменениях в идеологии у майя. По мнению Кинжалова, это «внедрение шаманских плясок как экстатического элемента в культе правителя». Причины этого не ясны.
Для скульптур Копана и Киригуа характерны некие чудовища, создаваемые из огромных валунов. Им придавалась форма мифических существ, гибридов черепахи, жабы и аллигатора. Это восходит ещё к ольмекам, ведь первые такие объекты относятся к VIII—IV вв. до н. э. Верхняя и боковые поверхности покрыты рельефами и надписями, иногда в пасти чудовища видно голову или тело человека. Назначение их не ясно до сих пор, возможно это стелы, ведь перед ними часто стоят алтари. В Киригуа такие «зооморфы» создавались в 780—795 гг., а стандартные стелы в это время не создавали. Конкретные годы — 780, 785, 790, 795. Возможно, на то были культовые или религиозные причины. Стоит выделить чудовище Р — в его пасти сидит богато одетый человек, скорее всего правитель, в правой руке оно держит скипетр с карликом, в левой — церемониальный щиток.
Наскальные рельефы, характерные для Древнего Востока, у майя распространены не были. Их функцию у майя выполняли стелы. Несмотря на это, их иногда всё же можно встретить. Пример тому — раннеклассический рельеф в пещере Лоль-туна, на котором изображён правитель, огромный рельеф с победной сценой в Тикале, а также наскальный рельеф в Калакмуле. Каждый из них сопровождён текстом из иероглифов.
Скульпторы классического периода хорошо работали не только с камнем, но и с деревом. Деревянная скульптура хоть и была немногочисленна, но всё равно не уступает каменной. Композиции сложны, рельефы на притолоках из сапоте в больших храмах Тикаля тонки и тщательны. Многие из этих работ пострадали, когда их выламывали искатели сокровищ. Но всё же несколько экземпляров сохранилось и сейчас хранится в музеях Лондона и Базеля. Тематика изображений на притолоках и стелах в Тикале совпадает. Один из наиболее интересных объектов — притолока 2 из Храма жреца-ягуара (здание 5D-3).

#### Поздний период
Поздний этап классического периода характеризуется упадком скульптурного искусства. Формы вновь становятся тяжёлыми и непропорциональными. Техника исполнения также деградирует, линии рельефа становятся грубыми и неровными. Как примеры можно взять стелу 10 в Шультуне, стелы 32 и 35 в Наранхо. Также в памятниках Петена видится влияние народов Мексиканского нагорья — стелы 1 и 3 в Сейбале, стела 4 в Уканале. Из-за переселения народов, а также внутреннесоциальных факторов чувствуется угасание южных и центральных городов майя. В Копане мозаика и скульптуры на зданиях стали делаться из гипса, лепное моделирование стало использоваться реже. То же самое произошло в Киригуа.
В поздний период фасады зданий часто оформлялись так, что весь фасад представлял собой огромную маску. Примерами таких зданий служат Храмы 11 и 22 в Копане и западная стена Пирамиды Мага в Ушмале.
Не в лучшую сторону изменились и памятники времени Пуук. Стелы воздвигаются уже не так часто, их качество постепенно падает, даты «начальных серий» уже не высекаются на них. Примеры — стелы 3 и 5 в Сайиле, стела 7 в Эцне, стелы 2 и 4 в Ушмале и др.. По ним видно, что культ стел угасал, а общество майя переживало тяжёлые времена. Фигуры нарисованы небрежно, рельеф уже не похож на подлинную скульптуру, это уже скорее вычерчивание по камню. Тенденции реализма также исчезли, либо были совсем незначительны. К концу эпохи Пуук заметно увеличивается влияние тольтеков, которое можно заметить, скажем, на стелах 11 и 14 в Ушмале. Также в скульптуру майя проникает ещё одно, неведомое нам, искусство, которое принесли другие племена, пришедшие вместе с тольтеками. Это можно связать с обычаями племени ица. Для этого искусства характерны фаллические мотивы — объёмные мужские фигуры с крупными половыми органами — это, скажем, стела 9 из Сайиля, круглая скульптура божества из Эцны, памятники Телантунича и Пустунича, а также особенности декора в некоторых зданиях Ушмалы, Сайиля и Кумпича. Стела 1 из Кевика изображает скелет с поднятыми руками, раздвинутыми ногами и массивным фаллосом. На месте головы сделано углубление. Как предположила Т. А. Проскурякова, туда вкладывали настоящий череп.

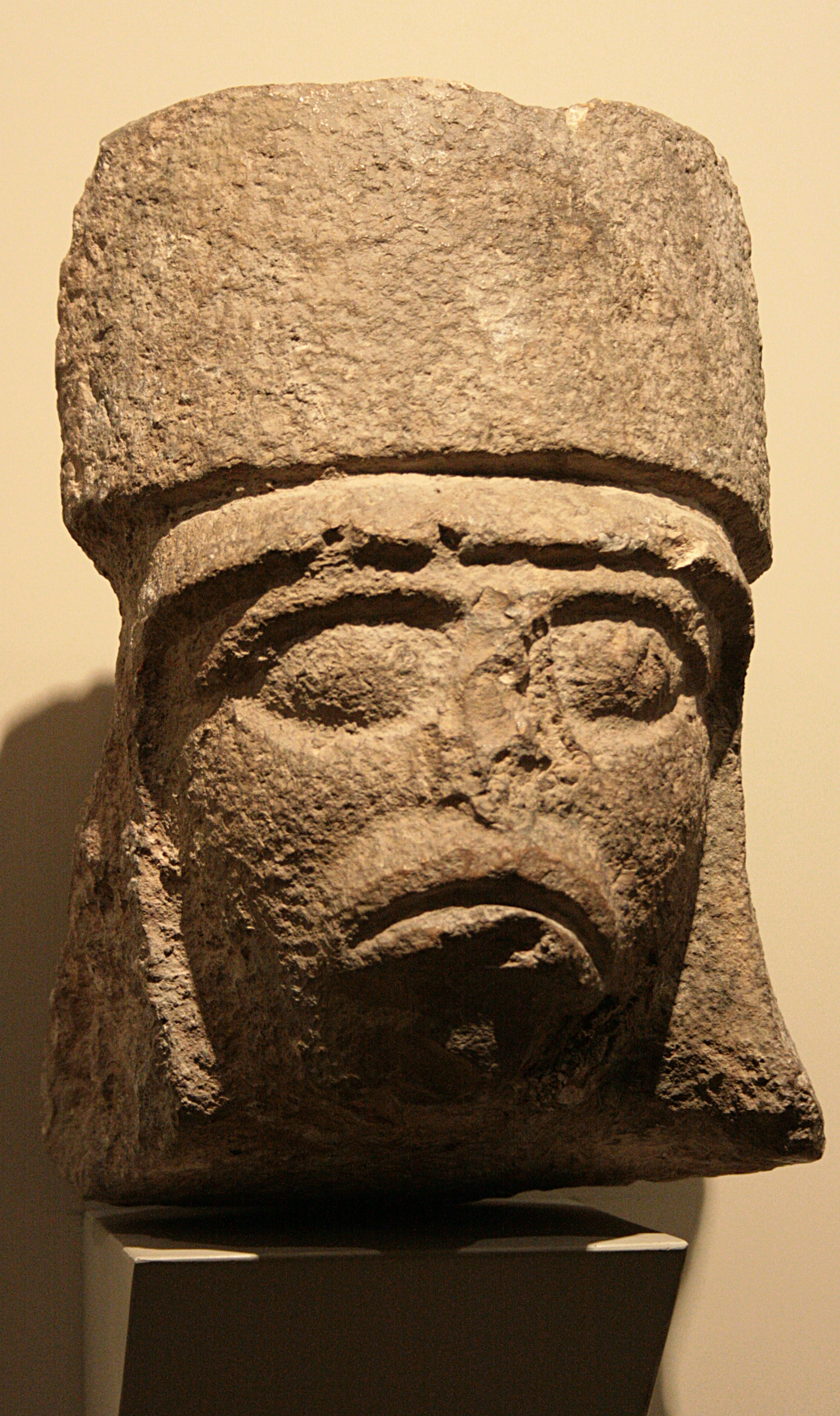
Каменная голова из Ушмаля

Декоративная скульптура угасла не так сильно. Довольно точно сделаны лепные головы из Ушмаля. В них ещё чувствуется искусство мастеров Пьедрас-Неграса и Паленке. Намного хуже уровень исполнения притолоки Дома волшебников в Ушмале, которая также изображает человеческую голову, но теперь уже внутри пасти змеи. Её часто называют «царицей Ушмаля», но, по мнению Кинжалова, здесь изображена богиня утренней звезды — Венеры.
Для этого времени характерно изображение сцен боёв. В Кабахе на рельефах, окружающих двери дворца Коц’Пооп, изображены воины. В одной ситуации они бьют врага, в другой — соревнуются друг с другом, а в третьей они приносят в жертву пленника.

### Постклассический период
В X—XII веках тольтеки доминировали в регионе и покорили майя, которые были в то время крайне слабы. Шла ассимиляция культур, майя активно перенимали тольтекские традиции. Однако, вопреки популярному мнению, влияние тольтеков охватили только центральные области расселения майя. Яркое отражение получилось только в Чичен-Ице и Майяпане. Многие исследователи допускают ошибки, говоря о том, что военные отряды тольтеков были «носителями искусства», что само по себе странно. Воины приходили подчинять себе земли, а не учить майя искусству.

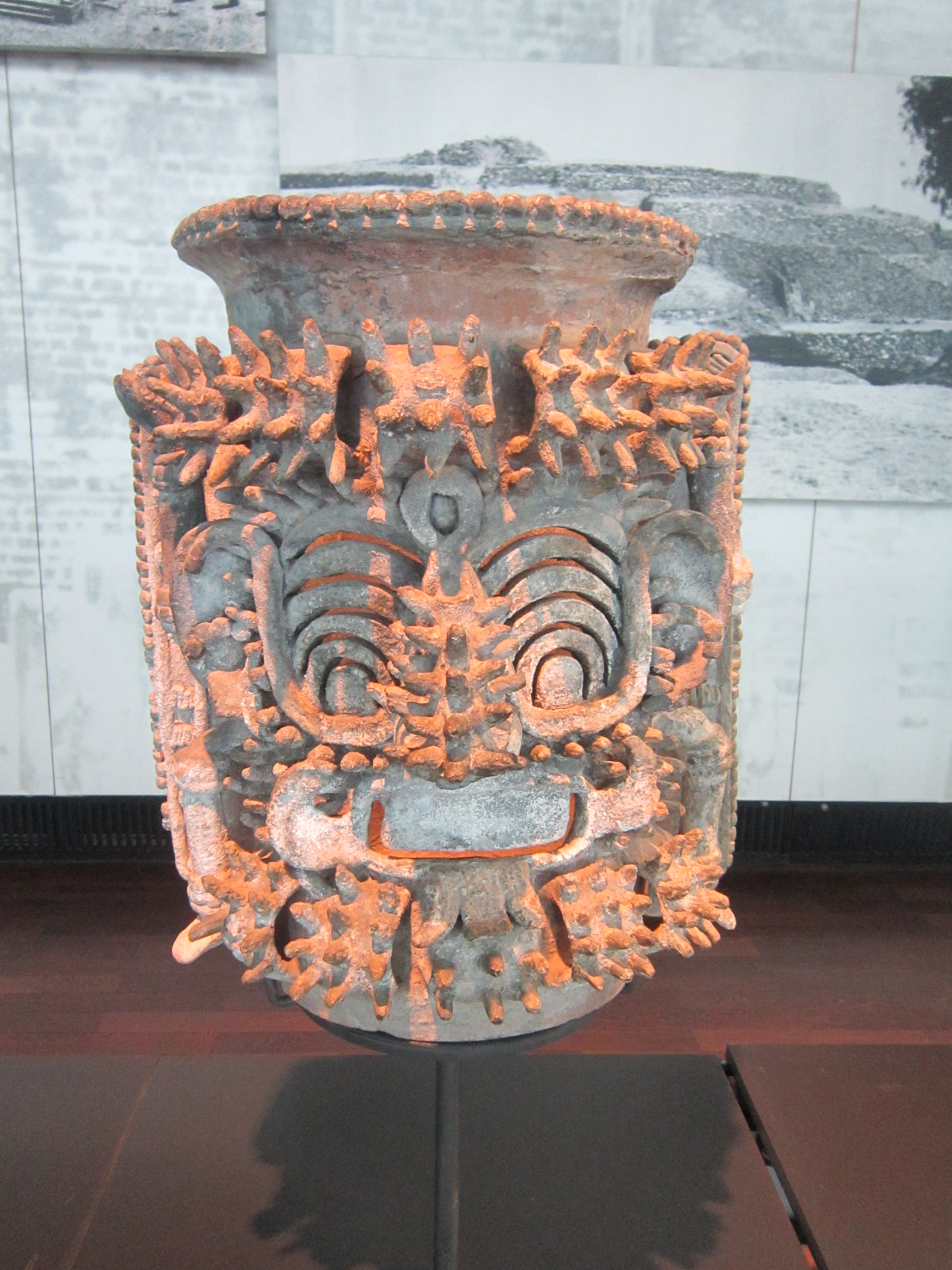
Маска бога Солнца. Цивилизация майя. Этнологический музей, Берлин

Привычную жизнь майя разрушили непрерывные войны, распад их государств, внутренняя борьба, переселение племён. Религия тольтеков была основана на верховном божестве — Солнце, которому для жизни была необходима человеческая кровь. Исходя из этого, воин, берущий в плен врагов, значил больше, чем жрец, который был лишь посредником. Это привело к изменению политической картины в обществе. Военные вожди и группировки Воинов Орла и Воинов Ягуара получают полноту власти, а жречество её теряет. Иногда военачальники даже забирают себе титул верховного жреца. Тольтеки подговаривали соседние племена на бунты против жречества, чтобы получить себе союзников.
Однако, несмотря на тяжёлую ситуацию, искусство продолжало развиваться. В этот период военная тематика доминирует — сцен борьбы, сражений, военная символика, военные ордены. Приобретает большое значение народное собрание, где решающие голоса принадлежали прославленным воинам. Вместо прежних мелких храмов для избранных, строятся целые галереи для больших масс. Также искореняются старые порядки в скульптуре — вместо образа знатного человека или жреца-учёного на первый план выходит воин — суровый, целеустремлённый, гордый, сильный, величественный.
В итоге новый строгий канон сменил прежний строгий канон.
Пластика в тот период, когда на Юкатане властвовали тольтеки, продолжала создаваться, но теперь уже связанная с культом воина. На скульптурах этой эпохи в Чичен-Ице изображены готовые к бою воины, в руках которых — копья и дротики. Они либо величественно стоят на рельефах пилястров Храма воинов, либо шествуют на барельефе Храма ягуаров к статуе божества.
Что до более поздних памятников Майяпана — для них статичные позы и грубое выполнение — уже традиция. У Ланды можно встретить описание статуй богинь, которые Ф. Эрнандес де Кордова обнаружил на о. Женщин, а также идолов из Кампенче, но и те, и другие, были уничтожены захватчиками и не сохранились.
Цивилизация майя пришла в упадок ещё до прихода конкистадоров. Значительных достижений в скульптуре, начиная с колониальной эпохи, уже больше не было.

## Мелкая пластика

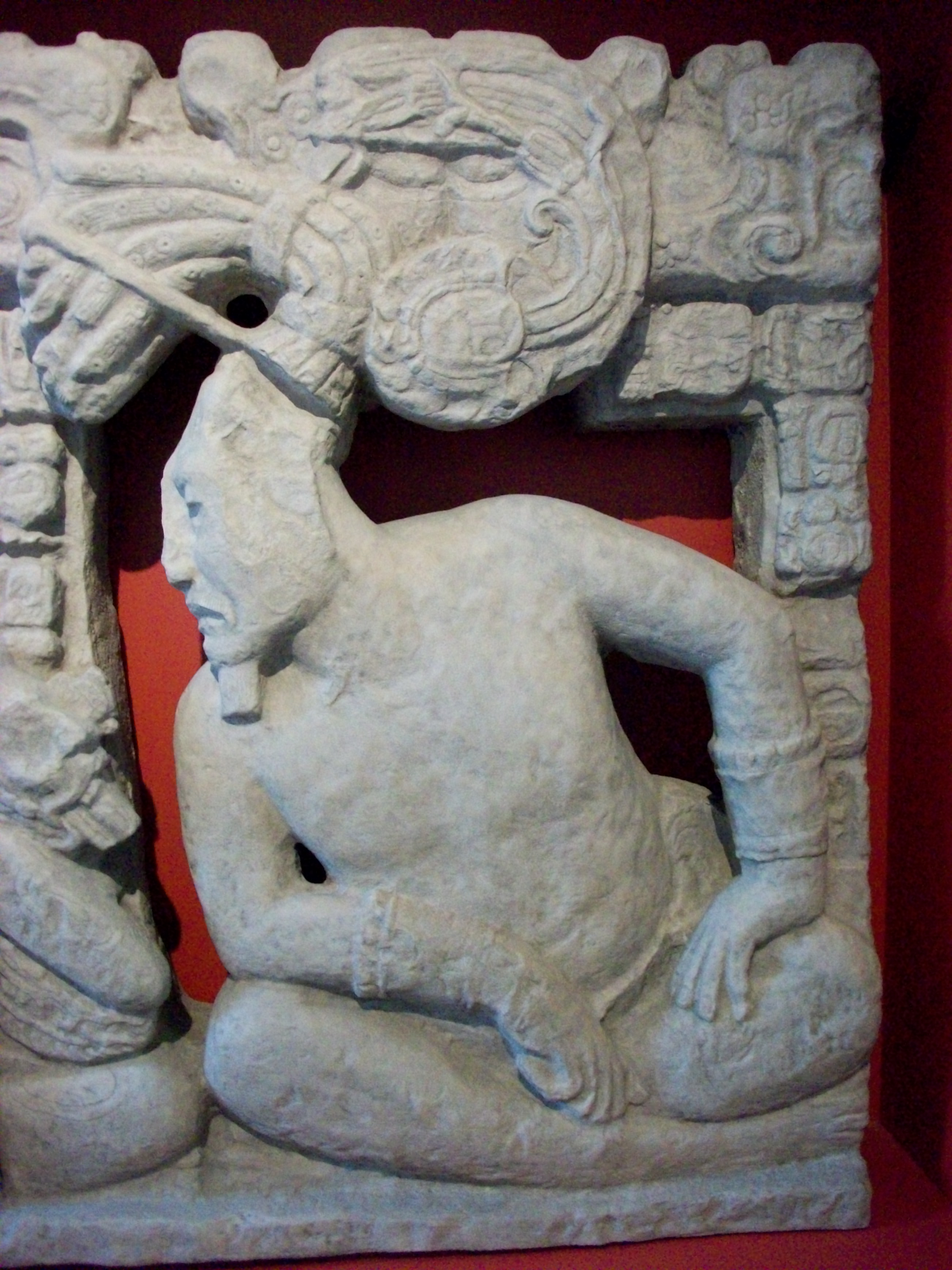
Фигурка, изображающая бога майя Ицамну. Находится в Музее Ампаро

Мелкая пластика у майя была чрезвычайно разнообразна. Одна из причин этого — обилие материалов для изготовление — глина, нефрит, самоцветы, раковины, древесина, терракота, камень. В отличие от монументальной скульптуры, здесь шире сюжетные мотивы, а выполнение более свободно. Здесь нет условности, всё жизненно и реалистично. Иногда правда встречается и каноническая пластика, но на то есть условия — это религиозные амулеты, либо же знаки достоинства официальных лиц, либо иные предметы.

### Ранние и популярные формы
Глиняные скульптуры были одним из древнейших образцов в скульптуре майя. Например, небольшие глиняные головы, созданные как дань почёта божествам, а также крупные погребальные урны, которые описал Диего де Ланда. Среди глиняных фигур особое место занимают обнаруженные на острове Хайна. Они имеют высоту от 3,7 до 18 м и служат портретными статуями.
Из глиняной скульптуры вырос новый тип искусства — лепнина, или изделия из штукатурного гипса. Гипс давал больше свободы, чем камень и это можно отметить в вихревых ухорах. Лепнина была распространена в далёких друг от друга местах — Тулум на побережье, не так давно обнаруженный Цибильчальтун, раскинувшийся посреди джунглей Паленке. В последнем лепнина заняла особое место в искусстве и создавались даже целые галереи лепных изображений. Маски высотой в 2,5 м украшают храм в Уашактуне и голова из Исамалы известна с конца XIX века.
Уже в древнейших городах майя — Уашактуне, Тикале, Каминальхуйу — мелкая пластика встречается в изобилии. Наиболее распространены были фигурки людей из терракоты, изображавшие божеств плодородия, учёных и жрецов майя. Некоторые такие находки — головки женских статуэток из Уашактуна, голова бородатого мужчины из Каминальхуйу, статуэтки обнаженных женщин из Сан-Аугустин-Акасагуастлана. Руки и ноги некоторых из них управлялись в помощью верёвочек. В некоторых статуэтках чувствуется влияние ольмеков.
Стоит обратить внимание на каменные грибы из Каминальхуйу высотой в 32 см. У основания из ножки высечено человеческое лицо либо животное. Интересна статуэтка из Сан-Мартин-Хиля — человек, лежащий вниз головой, поддерживает ногами шляпку гриба. Значение этих фигур до конца не разгадано. Исследователь Дуран полагает, что это ядовитые грибы, из которых делался особый настой для неких обрядов (можно провести аналогию с берсерками, которые употребляли мухоморовый настой). Лицо на фигурке, возможно, изображает обитавшего в них некого духа.
В Тикале также были обнаружены наиболее ранние изделия из раковин — головы-подвески в профиль. Их качество ниже, чем у каменных или терракотовых.
Под зданиями и большими скульптурами майя часто обнаруживают загадочные предметы из кремня. Предназначение этих предметов неизвестно. Мартин Саймон и Мэри Миллер полагают, что эти предметы могут изображать Кавииля, бога молний майя.
Нельзя не упомянуть такой тип скульптуры майя, как резьба по дереву. Дерево легче поддавалось обработке, чем камень. Центром резьбы но дереву был город Тикаль. До того, как майя стали вырезать календари в камне, для этих целей использовалось дерево. Также резьбой покрывались деревянные потолочные балки. В храмовых пирамидах Тикаля сохранилось несколько панелей из саподиллы — сапотового дерева. Можно упомянуть панель 741 г. н. э., размеров 2,1 на 2,! м, на которой изображены птица кетцаль и божество. Из древесины майя также делали церемониальные маски, украшенные перьями, идолов, шлемы, маски для актёров, жезлы и доски-переплёты для книг. Ланда отметил, что резчики по дереву неплохо зарабатывали.

### Изделия из нефрита

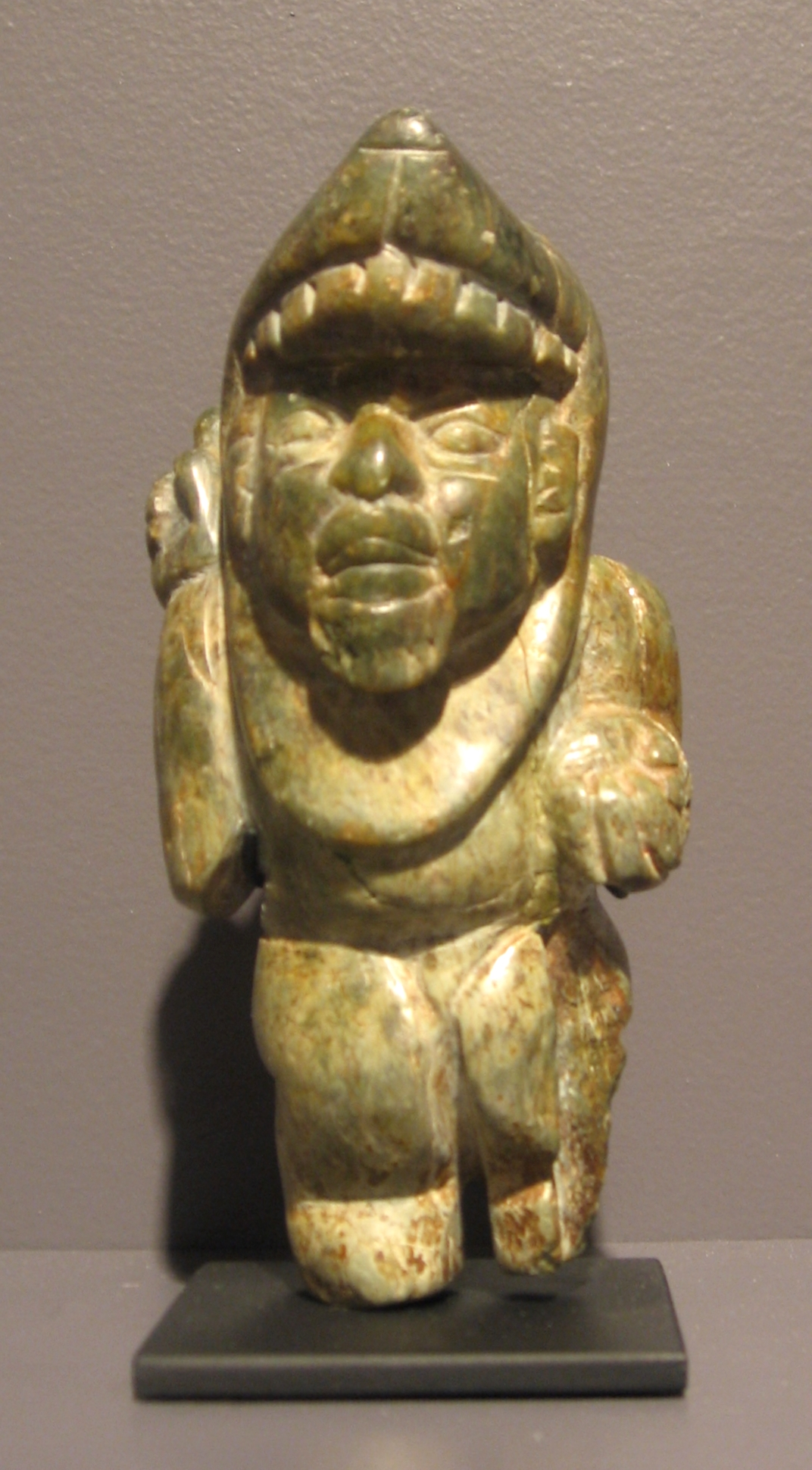
Нефритовая фигурка из Исапы

Нефрит и похожие материалы майя освоили ещё на ранних этапах освоения искусства. В Тикале в 1965 году было обнаружено множество нефритовых изделий. Помимо всего прочего, была обнаружена небольшая маска со вставными глазами и зубами из перламутра, а также голова бородатого мужчины, возможно, своеобразная подвеска. Там же была обнаружена великолепная нефритовая статуэтка танцора раннеклассического периода. Лежала она в тайнике северного акрополя.
Уже в классический период получили распространение нефритовые таблички и дощечки с иероглифическими текстами и рельефными изображениями богов, правителей и известных майя. Древнейший образец, а именно «лейденскую табличку» 320 года н. э., обнаружили в 1864 году в окрестностях города Пуэрто-Барриос в Гватемале. Табличка имеет высоту 20 см, цвет — бледно-зелёный. На ней изображён победитель и лежащий у него под ногами противник. На тыльной стороне высечена дата изготовления. Фрэнсис Морли сумела доказать происхождение таблички из Тикаля.
В качестве другого образца можно отметить рельеф из голубовато-зелёного нефрита, примерно 10 × 10 см, который хранится в Британском музее. Обнаружили его далеко от земель майя, в руинах Теотихуакана. Он схож с монументальными скульптурами майя и по исполнению, и по сюжете — правитель, сидя на троне, даёт указания подданному, который стоит на коленях перед ним. Создана она около 800 года н. э.
Похожий сюжет, но качественнее выполненный, обнаружил А. Л. Смит при раскопках в Небахе (совр. Гватемала).
В 1959 году в Копане были обнаружены нефритовые таблички с изображением Тлалока, что говорит о ацтекском влиянии а майя.
Помимо этого, в классический период из нефрита майя создавали статуэтки людей и животных, погребальные маски с мозаикой, бусы, вставки для губ и ушей. Самый древний из подобных памятников — нефритовая статуэтка мужчины, сидящего на скрещенных ногах — был создан ранее, чем «лейденская табличка». Обнаружили её под лестницей здания A-XVIII в Уашактуне. Такие особенности, как пропорции фигуры, резной орнамент бровей, пальцев, татуировок на щеках, говорят о влиянии ольмеков.
Статуэтки более позднего времени, скажем, как та, что обнаружена в гробнице 116 в Тикале, более искусны, но естественность теряется.

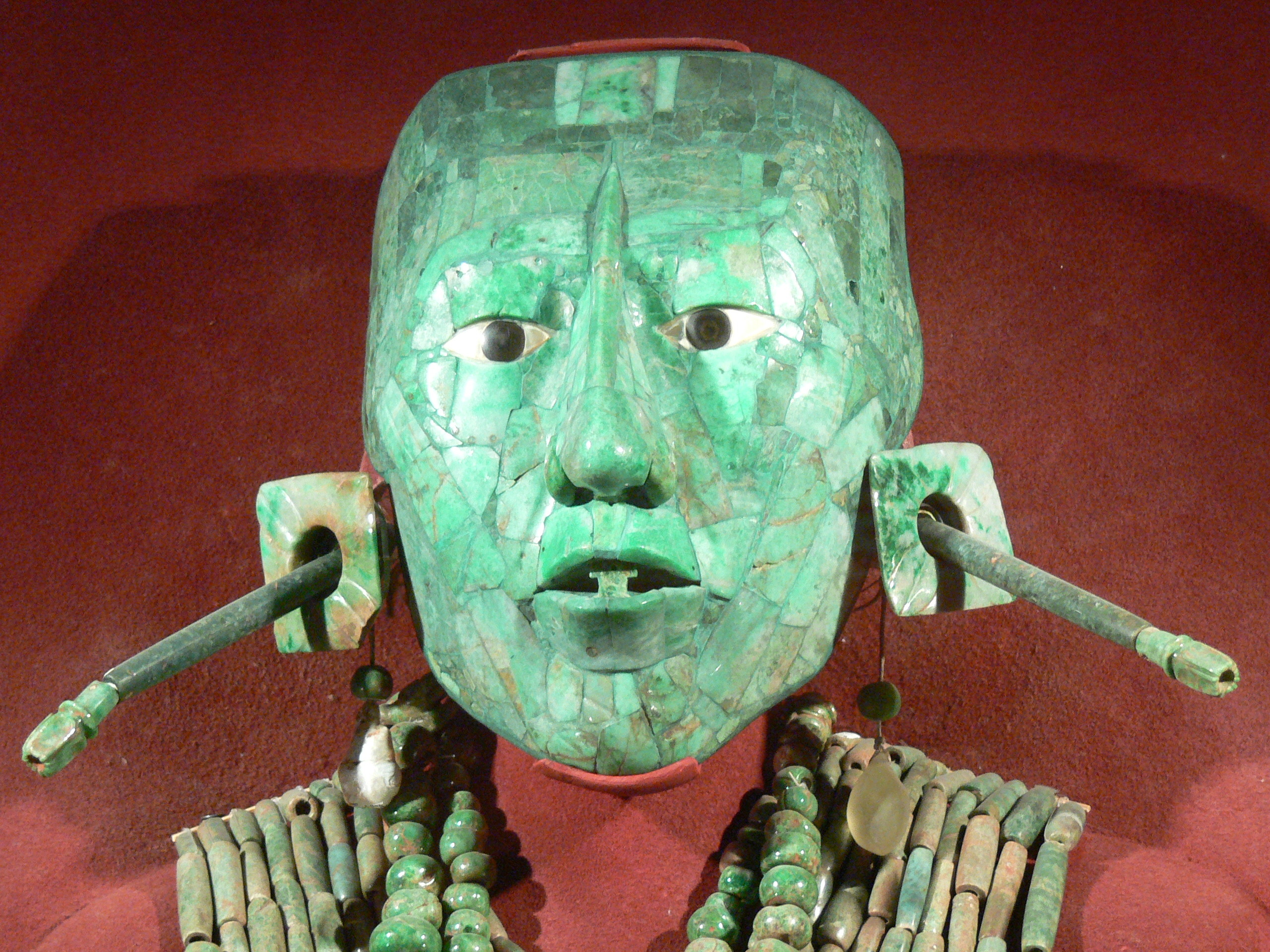
Нефритовая маска царя майя Пакаля из Храма Надписей

В саркофаге Храма надписей в Паленке была обнаружена погребальная маска из 200 кусков нефрита размером 24 × 19 см. Маска реалистична — она передаёт не только реализм, но и характер особы — суровый, гордый, целеустремлённый. Также в Калакмуле была найдена нефритово-обсидиановая маска, датируемая 600—800 годами.
Стоит упомянуть и нефритово-ракушечную маску высотой 34,5 см. Она была обнаружена в погребении 160 в Тикале.
Широк был и спектр нефритовых подвесок. Это могли быть как мелкие плоские камешки с рельефом в виде человеческого лица, так и точные миниатюры в форме голов богов и людей. Многие музеи и частные коллекционеры собрали большое количество подобных находок. Особо крупные собрания можно увидеть в Национальном музее археологии (Мексика) и в частной коллекции американца Р. Вудс-Блисса.
Что до поздней классики, можно отметить голову молодого воина в шлеме из светло-зелёного нефрита из погребения 77, Тикаль.

### Художественная керамика
Для искусства майя была также характерна художественная керамика. Она представлена разнообразными расписными культовыми сосудами и терракотовыми статуэтками. Фигурные сосуды у майя встречались редко. Среди древнейших находок стоит отметить сосуд в форме головы ольмека позднего доклассического периода, а также сосуд из Киригуа — голову бородатого мужчины, также созданный под ольмекским влиянием.
Из наиболее значимых памятников также стоит отметить сосуд в виде сидящего горбуна из могилы в Каминальхуйу, созданный около 550 г. сосуд из Тикаля, на котором изображён Бог Солнца с человеческой головой — жертвой — в руках, а также великолепную чашу в виде головы рычащего ягуара, найденную в Копане. Последняя сейчас хранится в Музее Пибоди Гарвардского университета.
У майя были распространены рельефные и горельефные сосуды. Можно отметить высокие культовые сосуды из Паленке. На них расположены горельефы с ликом Бога Солнца. Их использовали как подставки для курильниц в храме. Большое количество самих храмовых курильниц были обнаружены археологами на дне озера Аматитлан. Уже ближе к концу классического периода получили распространение сосуды в форме стаканов с рельефами в виде богов, правителей, животных или воинов.

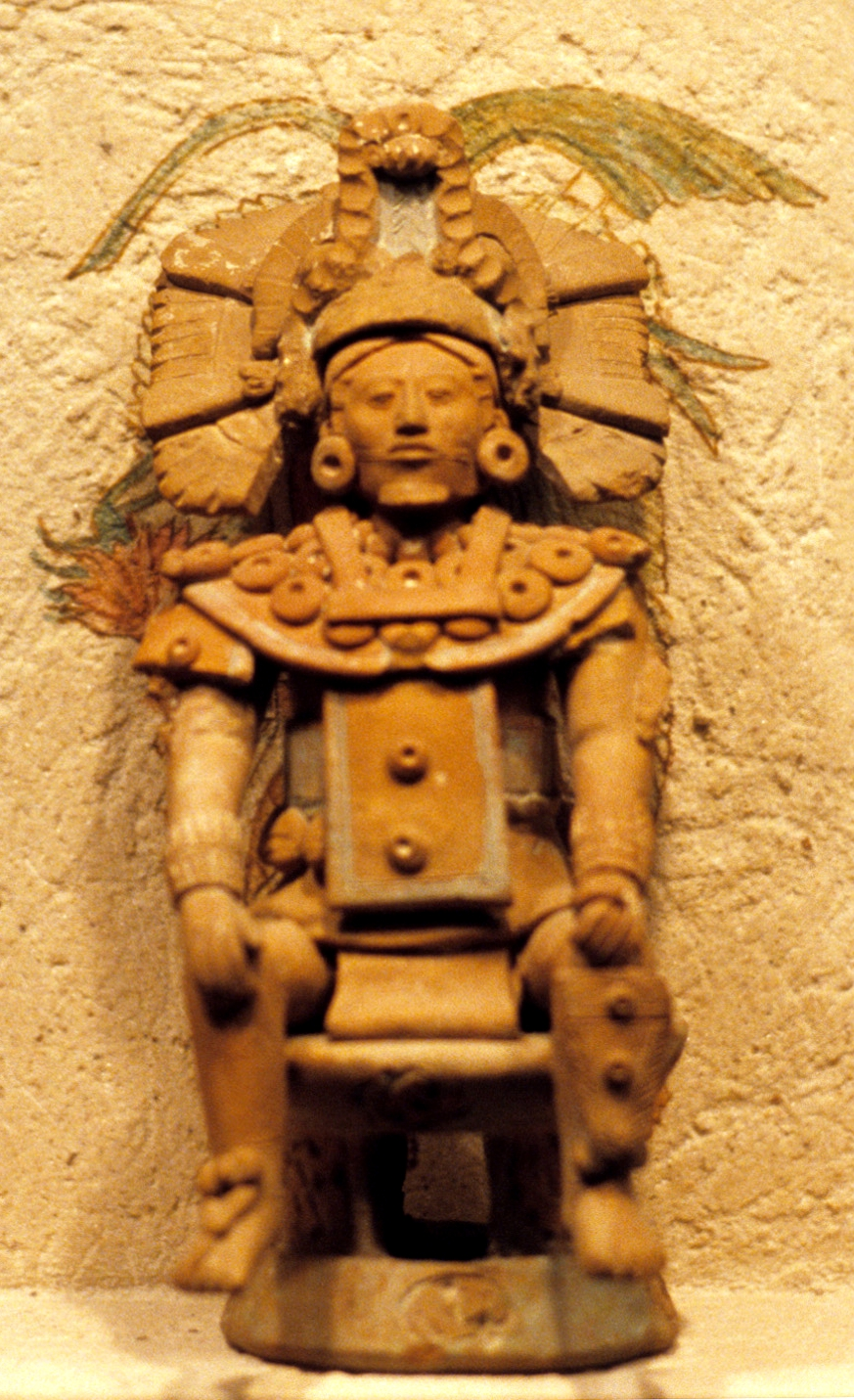
Керамическая статуэтка с острова Хайна, изображающая мужчину

Центров художественных изделий из терракоты у майя было сравнительно немного и они редко совпадали с центрами монументальной скульптуры. Одним из крупнейших центров был остров Хайна. Другие образцы были обнаружены в городах нижнего течения Усумасииты и долины реки Чишой. Некоторые терракотовые статуэтки использовались как свистки, а некоторые — как погремушки. Чаще всего для окраски выбирались мягкие, пастельные тона.
Большая часть терракотовых скульптур изображают женщин в естественных позах, игроков в мяч, воинов со щитами или знамёнами, вождей, сидящих, скрестив ноги, сановников, танцоров либо же актёров. Также были обнаружены статуэтки жрецов, задумчивого человека, старика, ласкающего молодую обнажённую девушку, сидящую у него на коленях, молодой матери, на коленях которой спит ребёнок, Бога Земли, сидячего в раковине, беременной женщины, полного мужчины во время дефекации, а также ягуара, поедающего человека. Большая часть статуэток изображает женщин.
В некоторых гробницах были найдены керамические статуэтки, изображающие царей, дипломатов, жрецов и трубачей майя. Некоторые из этих фигурок были трещотками и свистульками. Предназначение их неизвестно, возможно, они были призваны служить либо развлекать на том свете умершего, либо изображали умершего в его жизни.
Майя сделали свои терракотовые статуэтки настолько искусно, что в них даже прослеживаются психологические характеристики. Кроме майя, это присуще только фигурной керамике мочика (совр. Перу).

### Благородные металлы
На полуострове Юкатан не было месторождений золота и серебра, что отсрочило его покорение испанцами, которыми прежде всего руководили намерения обогатиться. Богатым на благородные металлы ацтекам повезло меньше — они первыми подверглись атакам завоевателей.
Впервые золото пришло на земли майя в начале VIII века, а после 900 года, когда они закрепились на полуострове Юкатан, в ходе развития торговли, золото и медь широким потоком хлынули сюда. Это ускорил и приход племени ица. Из Оахаки на рынок Шикаланго приходила медь и из неё делали колокола. Из Панамы привозили золото в пластинках и листах — оно превращалось в короны и декоративные диски. Единственная находка майяского золота — это то, что поднял из сенота в Чичен-Ице Эдуард Томпсон. Сейчас находки хранятся в музее Пибоди Гарвардского университета, о них была издана брошюра. Часть этого золота была отлита в Верагуа. Интересны золотые пластины диаметром 0,3м — хотя на них и присутствуют символы майя, мотивы изображений — тольтекские — вырывание сердца у приносимого в жертву, морская битва между ица и майя.
Испанцы обнаружили совсем немного золота. В 1524 году в Потончоне Кортес обнаружил панамское золото — короны, обручи, ожерелья, серьги, фигурки богов, ящериц и уток. Также тайник был найден в районе Четумаля, центра морской торговли майя, — золотой слиток и другие предметы стоимостью 2 тысячи песо.

## Галерея
|                              |                                           |                                                     |                                                                                      |
| Маска царя Пакаля из Паленке | Обрезанные перемычки из Храма IV в Тикале | Маска майя, датируется ранним классическим периодом | Керамическая фигурка, создана в поздний классический период. Музей Америки в Мадриде |

|                   |                                                                                             |                               |                                                                                    |
| Стела C из Копана | Курильница из Копана. Предположительно, изображает одного из царей Копана Кинича-Йаш-Кук-Мо | Скульптурная Голова из Копана | Статуэтка, изображающая игрока в Тлачтли. Создана в 600—900 годах на острове Хайна |

### Русскоязычная
- Кинжалов, Ростислав Васильевич. Архитектура и изобразительное искусство. Часть 3. // Культура древних майя. — Л.: Наука, 1971.
- Кинжалов, Ростислав Васильевич. Архитектура и изобразительное искусство. Часть 4. // Культура древних майя. — Л.: Наука, 1971.
- Кнорозов, Юрий Валентинович. Письменность индейцев майя. — 1963. — 664 с.
- Кинжалов, Ростислав Васильевич. Искусство древних майя. — Л.: Искусство, 1968.
- Диего де Ланда. Сообщение о делах в Юкатане / Перевод со староиспанского, вводная строка и примечания Кнорозова Ю. В.. — 1955.
- Кинжалов, Ростислав Васильевич. Ацтекское золотое нагрудное украшение. (К вопросу о ювелирном искусстве древней Мексики). — Л.: Сборник Музея антропологии и этнографии, 1960.
- Галленкамп Ч. Майя. Загадка исчезнувшей цивилизации / Перевод и комментарии В. И. Гуляева. — М., 1966.
- Рус Луилье, Альберто. Скульптура майя // Народ Майя / Перевод с испанского Э. Г. Александренкова, научный редактор и автор предисловия В. И. Гуляев. — М.: Мысль, 1986. — 286 с.
- Хаген, Виктор фон. Скульптура майя // Ацтеки, Майя, Инки. Великие царства древней Америки. — Litres, 2015. — 950 с. — ISBN 978-5-9524-4841-4.
- Ершова, Галина Гавриловна. Древняя Америка: полет во времени и пространстве: Мезоамерика. — М.: Алетейя, 2002. — 392 с. — ISBN 5-89321-092-1.
- Керам, Курт Вальтер. Боги, гробницы и ученые. — М., 1963.

### На других языках
- Parmington, Alexander. Space and Sculpture in the Classic Maya City. — Нью-Йорк: Cambridge university press, 2011. — ISBN 978-1-107-00234-0.
- Коллектив авторов. Function and Meaning in Classic Maya Architecture / Редактор Houston, Stephen D.. — Dumbarton Oaks, 1998. — 562 с. — ISBN 0884022544.
- Мартин, Саймон, and Miller, Mary. Courtly Art of the Ancient Maya. — Нью-Йорк: Thames & Hudson, 2004. Архивировано 22 августа 2014 года.
- Morley S. G. The Ancient Maya. — 1947.
- Sharer R. J. Chalchuapa. Investigations at a Highland Maya Ceremonial Center. — The Bulletin of the University Museum of the University of Pennsylvania, 1969. — Вып. 11.
- Thompson J. E. S. The Rise and Fall of Maya Civilization. — 1955.
- Grieder T. Manifestaciones de arte Maya en la Region de Petexbatun. — Anales de la Sociedad de Geografia e Historia de Guatemala, 1960.
- Рус Луилье, Альберто. Costumbres funerarias de los Antiguos Mayas Mexico. — 1968.
- Проскурякова, Татьяна Авенировна. A Study of Classic Maya Sculpture. — Carnegie Institution of Washington, Publication, 1950.
- Coe W. R. Tikal: ten years of study of a maya ruin in the lowlands of Guatemala. — Expedition. The Bulletin of the University Museum of the University of Pennsylvania, 1965. — Вып. 8.
- Duran D. Aztecs. The History of the Indies of New Spa'm. — Нью-Йорк, 1964.
- Fernandez M. A. Los adoratorios de la isla de Jaina. — Revista Mexicana de Estudios Antropolygicos, 1946. — № 13.